# Großsteingrab Lensahn
Das Großsteingrab Lensahn ist eine megalithische Grabanlage der jungsteinzeitlichen Trichterbecherkultur bei Lensahn im Kreis Ostholstein in Schleswig-Holstein. Es trägt die Sprockhoff-Nummer 277.

## Lage
Das Grab befindet sich nordöstlich von Lensahn in einem Waldstück direkt an der Gemeindegrenze zu Kabelhorst.

## Beschreibung
Diese Anlage besitzt ein Hünenbett, von dem nur noch die Hügelschüttung erhalten ist. Die Umfassungssteine wurden 1942 entfernt. Eine Grabkammer ist nicht zu erkennen.